# Kapelle Mariä Sieben Schmerzen (Sameister)

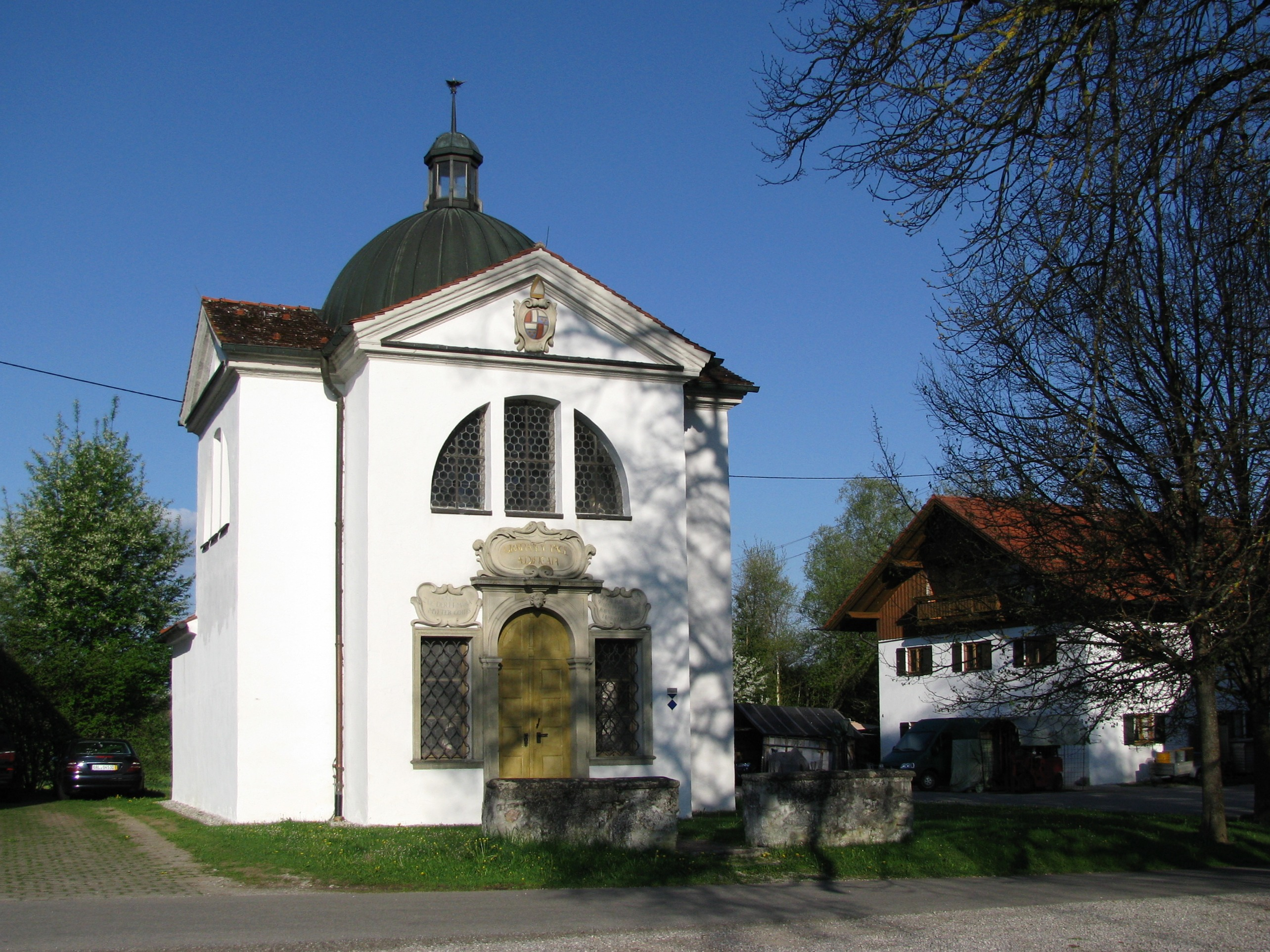
Kapelle Mariä Sieben Schmerzen in Sameister

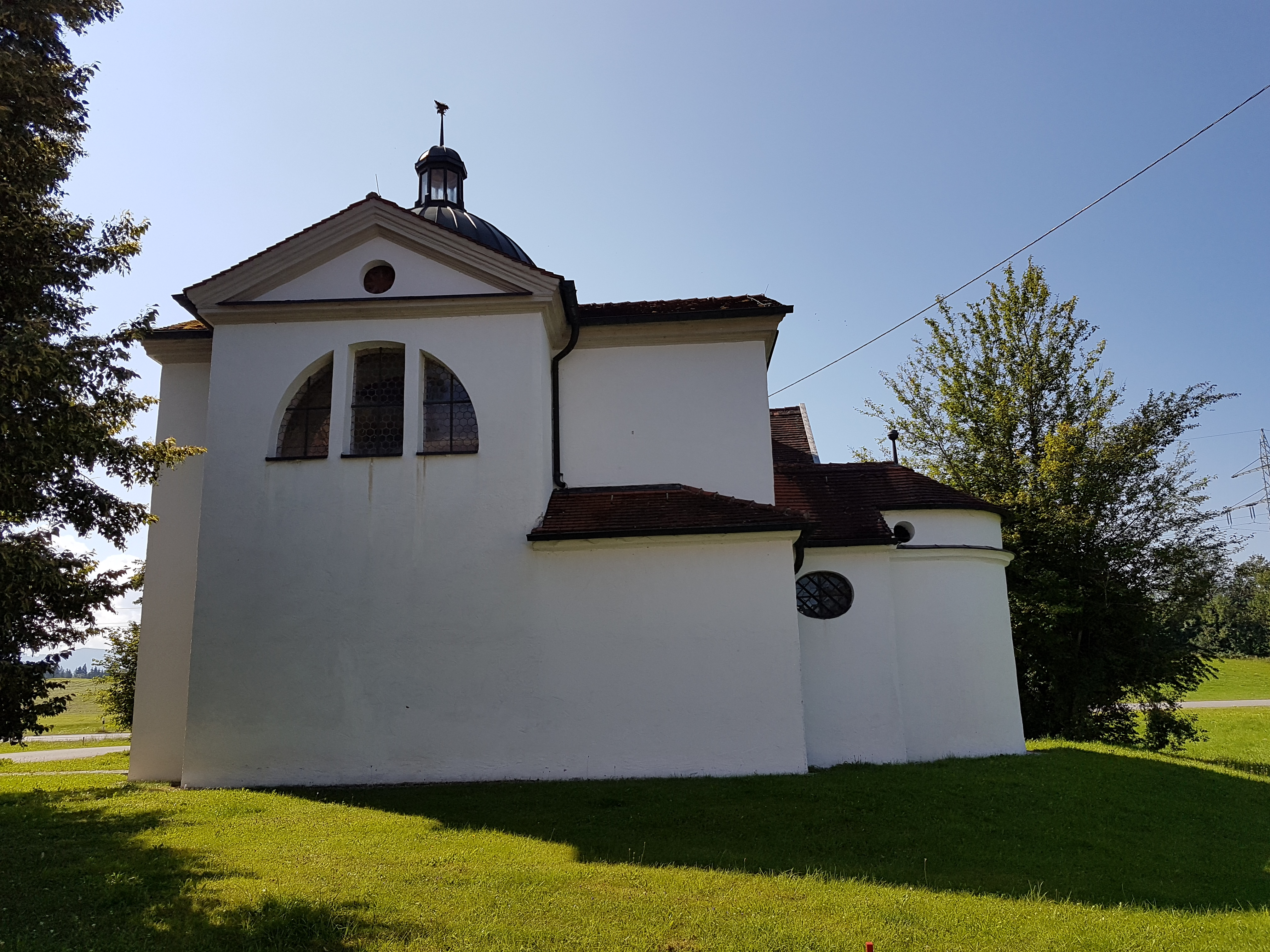
Seitenansicht

Die Kapelle Mariä Sieben Schmerzen und zum Heiligen Grab in Sameister, einem Gemeindeteil der Gemeinde Roßhaupten im schwäbischen Landkreis Ostallgäu in Bayern, wurde von 1685 bis 1692 von Johann Jakob Herkommer errichtet. Das in seinen Dimensionen bescheidene Bauwerk gilt als in Schwaben einzigartiges Frühwerk des italienischen Barocks. Die Kapelle steht unter Denkmalschutz. Sie wurde unter dem Aktenzeichen D-7-77-166-24 in der Liste des Bayerischen Landesamtes für Denkmalpflege erfasst.

## Geschichte
Die Familie Herkomer besaß seit 1639 in Sameister das sogenannte Taferngut. Die Kapelle zu den Sieben Schmerzen Mariens und vom Heiligen Grab in Sameister wurde 1684 von Isaak Herkomer als Familienkapelle gestiftet. Als Baumeister fungierte der Bruder des Stifters, Johann Jakob Herkomer. Die Bauarbeiten begannen 1685. Die Weihe fand 1688 statt. 1692 vollendete Herkomer die Fresken in der Kapelle. Nach seinem Tode 1717 fand Johann Jakob Herkomer seine letzte Ruhestätte in der Kapelle. Im 18. und 19. Jahrhundert fand eine rege Wallfahrt zum Heiligen-Grab statt, das der Bildhauer Lorenz Luidl 1690 fertigen ließ. Der Turm kam 1858 hinzu.

## Architektur
Die Kapelle ist bereits in wesentlichen Formen typisch für das spätere Werk Herkomers (vgl. etwa St. Mang in Füssen): dreiteilige Halbkreisfenster, rundbogiges Portal, Anlehnung an Andrea Palladios Villa Rotonda. Die Kapelle ist gewestet. Die Kuppel auf Pendentifs trägt eine Laterne. Im Dreiecksgiebel über dem Eingang das Wappen des Augsburger Fürstbischofs Johann Christoph von Freyberg.

## Ausstattung

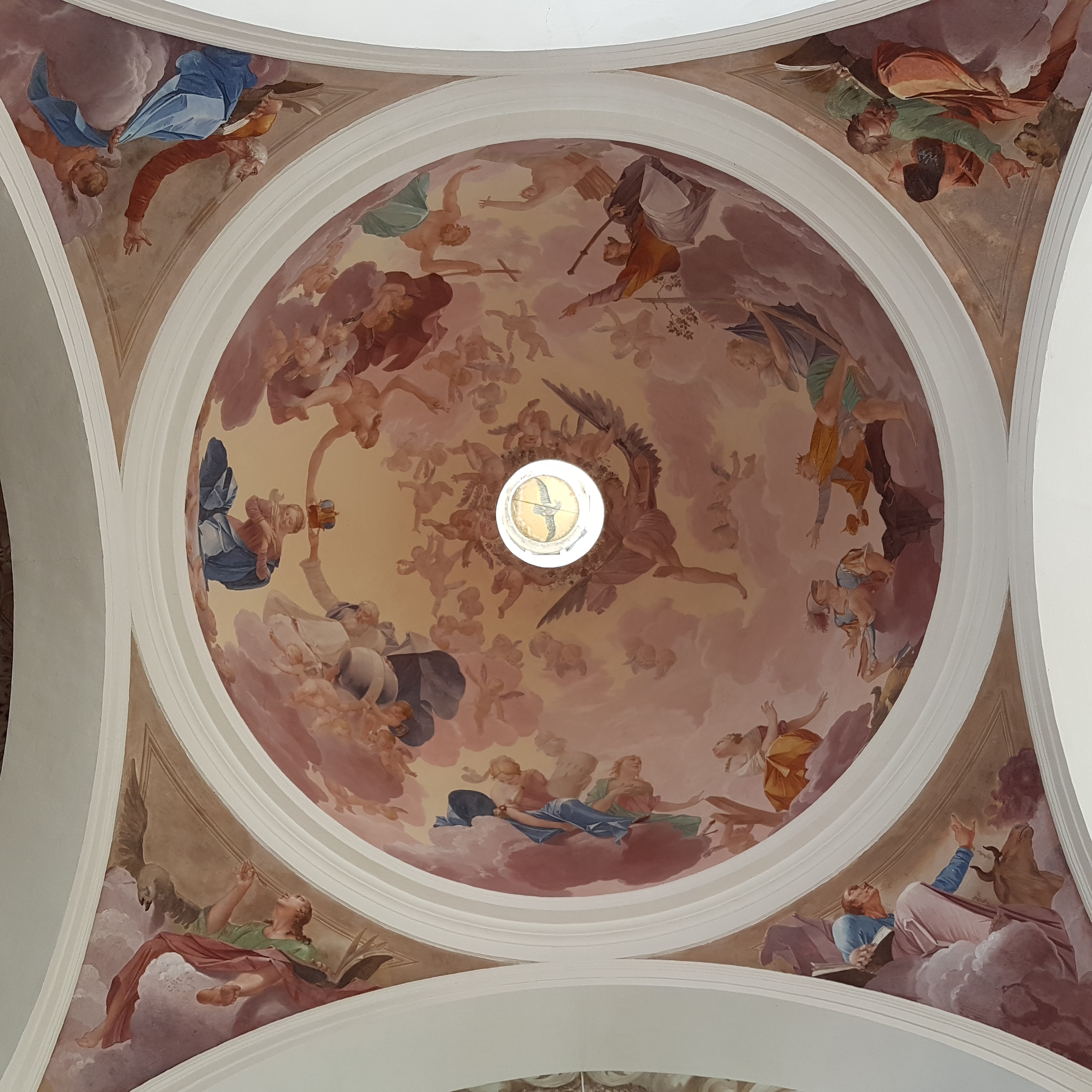
Kuppelfresko

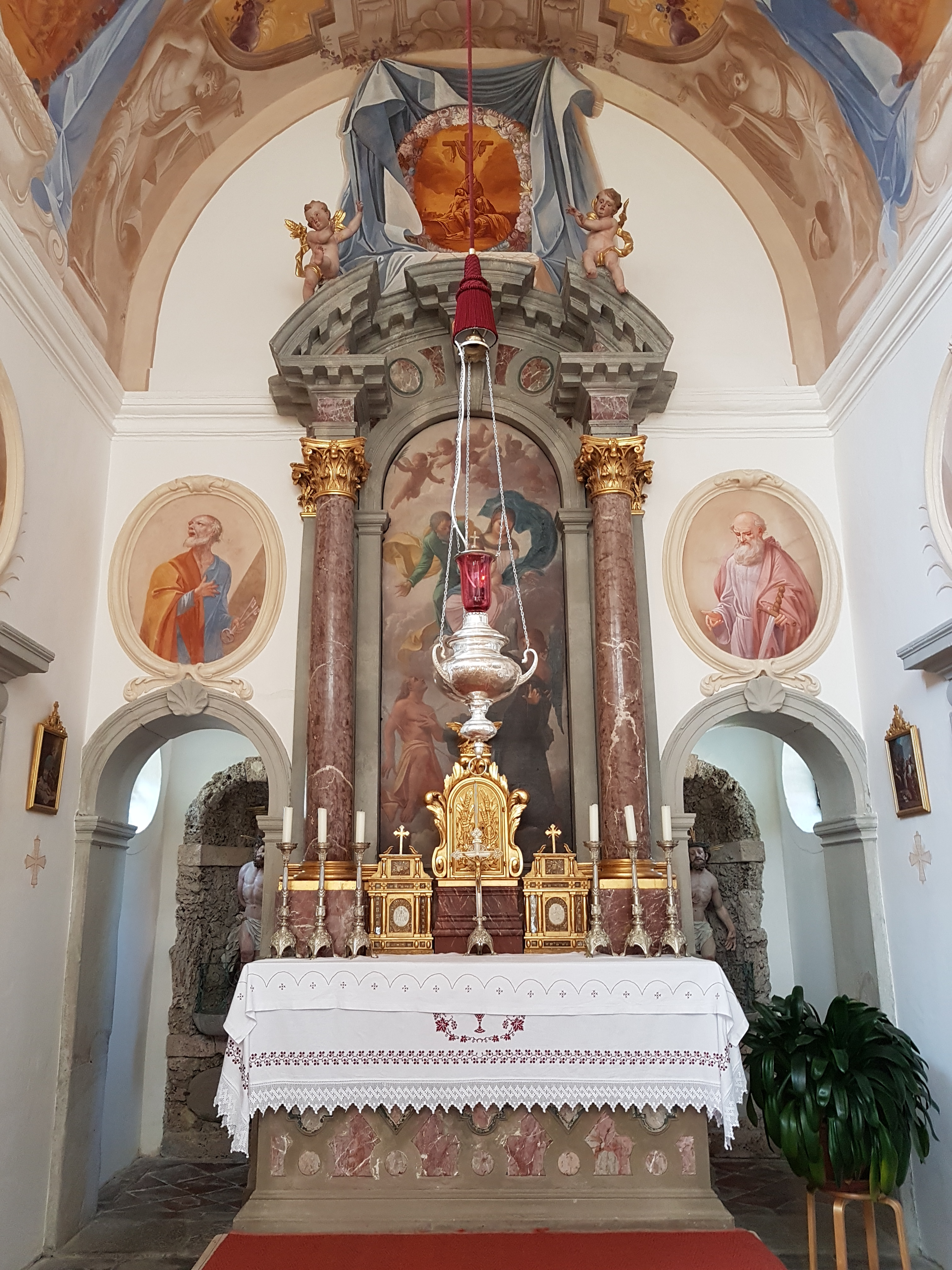
Altar

Stuck und Fresken wurden 1692 von Herkomer geschaffen. Im Chor ist die Verherrlichung des Kreuzes und der Marterwerkzeuge, die Himmelfahrt Christi und Pfingsten abgebildet; in der Kuppel Krönung Mariä und Heilige (Namenspatrone der Eltern und Geschwister Herkomers). In den Zwickeln die vier Evangelisten. In den Kreuzarmen Grisaillen mit freudensreichen und schmerzensreichen Szenen aus dem Leben Mariä und Christi sowie typologische Bezüge zum Alten Testament und Gemälde der Frauen am Grab und Kreuzabnahme.
Der Altar, gefasst von Marmorsäulen, zeigt die Heilige Familie, die Heiligen Sebastian und Antonius von Padua. Neben der Türe Büsten der Brüder Johann Jakob und Isaak mit Hammer, Meißel, Zirkel Richtschnur, Palette und Pinseln. Rechts und Links vom Altar Durchgang zum Vorraum der Heilig-Grab-Kapelle. Dort Statue Geißelchristus und Christus der Auferstandene. Der Eingang zur Heilig-Grab-Kapelle ist als Schlupfwallfahrt ausgelegt, d. h. brusthoch. In der Heilig-Grab-Kapelle Christus im Grabe von Lorenz Luidl 1690.

## Benefiziatenhaus
Das ehemalige Benefiziatenhaus südlich der Kapelle wird Johann Georg Fischer zugeschrieben. Es wurde 1719 erbaut. Fischer war ein Neffe des Baumeisters Johann Jakob Herkomer und sein langjähriger Mitarbeiter. Er führte dessen Werk fort.